# Inimikall
 (février 2012).
Si vous disposez d'ouvrages ou d'articles de référence ou si vous connaissez des sites web de qualité traitant du thème abordé ici, merci de compléter l'article en donnant les références utiles à sa vérifiabilité et en les liant à la section « Notes et références ».
Inimikall est un groupe belge de rock originaire de la région d’Arlon fondé en 2004. Il pratique un rock/metal simple et efficace avec des morceaux taillés pour le live. Celui-ci fut connu en France par l'intermédiaire du magazine Rock One, qui a publié une critique de l'album Urban Division et placé le morceau Une nouvelle Ere sur la compilation vendue avec la revue.

## Historique
Inimikall a partagé la scène avec entre autres Pleymo, Enhancer, AqME, Ill Niño, Black Bomb A, et participé à plusieurs grandes scènes telles que le Capitole Studio et La Scène Bastille à Paris (France), la Rockhal à Esch-sur-Alzette (Luxembourg), le Durbuy Rock Festival à Durbuy (Belgique), le Wardin Rock, le Differtival à Messancy (Belgique).
Le groupe a eu droit à un passage télé en février 2014 sur la chaîne régionale TV LUX : 
Également des passages dans la presse :, , 
Après trois albums et un mini EP, Inimikall travaille actuellement à l'enregistrement de son quatrième album pour 2017.
Leur premier album est toujours disponible via iTunes : 

## Membres
- Nadge : guitare - sample
- B7 : guitare
- Cpt Kurt : basse
- Boloss : batterie
- Mr Amöck : DJ

## Anciens membres
- Dario : chant
- Metro : batterie
- Charly : batterie
- Tof : basse
- Kartman : sound system
- Phoebe : Chant

## Discographie
- Urban Division (2005)
- Les invisibles (Digital Tears) EP 3 titres (2007)
- Troubles Vies (2009)
- One of Us (2014)